# Concentrador multimedia
Un concentrador multimedia (en inglés conocido como Digital Media Receiver o DMR) es un dispositivo de entretenimiento que conecta la red doméstica con otros dispositivos multimedia, como por ejemplo, reproductores de música, imágenes, vídeo, televisión y radio.

## Funcionalidad
El concentrador se puede comunicar con los otros dispositivos usando una red sin cables (IEEE 802.11a,b o g) o vía Ethernet. También incluye una interfaz de usuario que permite navegar con comodidad a través de las librerías multimedia, con el objeto de buscar, reproducir e incluso editar, los ficheros de los que disponga el usuario.
Hay varios tipos de DMR (Digital Media Receiver), algunos sólo están preparados para tareas concretas, es decir, hay algunos que sólo gestionan música, otros música, imágenes y vídeo, e incluso hay otros que te permiten interactuar con internet, radio y televisión.
Algunas de las funciones que puede tener el concentrador multimedia:
- Ver y grabar televisión.
- Reproducir y guardar audio.
- Reproducir y catalogar DVD.
- Escuchar radio digital.
- Visualizar y editar imágenes digitalizadas.
- Crear slideshows.

### Hardware
Algunos concentradores llevan integrado un display, otros tienen que estar, a la fuerza, conectados a un dispositivo visualizador, como por ejemplo un televisor. También hay que decir que algunos fabricantes han optado a fabricar un DMR con el visualizador integrado, como por ejemplo el Apple TV o el EVA8000. En algunos casos podemos encontrar la funcionalidad del concentrador integrada en algunos productos electrónicos, como por ejemplo videoconsolas, reproductores de DVD, etc.

## Historia
El Digital Media Receiver fue inventado por una compañía llamada SimpleDevices al 1999, pero la primera unidad al mercado se hizo esperar hasta el 2001. Esta primera serie, fue fabricada y desarrollada por SimpleDevices y Shipped. Este primer diseño estaba basado en el procesador Cirrus Arm-7 y la tecnología sin cables HomeRF, que era la predecesora del estándar 802.11b. Otros productos que aparecieron en el mercado a principios de 2000, incorporaban Ethernet y Rio Reveiver (red a través de la línea telefónica). Pero el concepto de concentrador digital, apareció en 2002 en el Intel Developer Forum. El DMR de Intel estaba basado en un procesador Xscale PXA210 y funcionaba sin hilos con el estándar 802.11b. También fueron los pioneros en integrar las funcionalidades de DVD, y abrieron el camino a otros fabricantes para competir en este sector.
En la actualidad, la videconsola Xbox360 ha sido la primera en incorporar la funcionalidad del concentrador. Con la Xbox360, Microsoft también introdujo el concepto de Windows Media Center Extender, que permite acceder al PC remotamente a través de la red. También en la actualidad, compañías como D-Link o HP han introducido la última generación de DMRs, que permite funcionalidades en alta definición.

## Comunicación y protocolos
Con los primeros concentradores, se usaban protocolos de comunicación de propiedad para comunicarse, ahora los DMR funcionan con protocolos estándar basados en UPnP (Universal Plug&Play) y DLNA (Digital Living Network Alliance).

## Conexiones

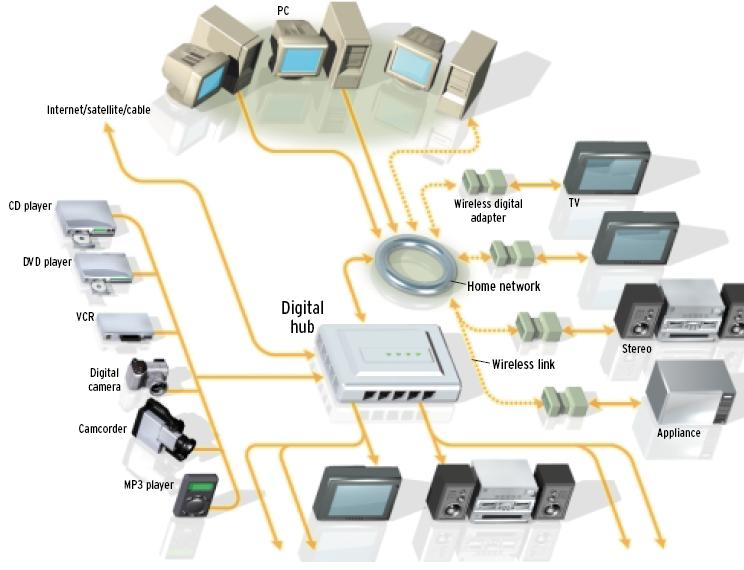
Ejemplo de un concentrador multimedia en una red.

Hay dos modos para conectar el concentrador con su Media Center, con o sin cables (Wireless):

### Cableada
Ideal para la funcionalidad. Usando cables, no congestionamos la red (o minimizamos la congestión) ya que tenemos menos limitaciones de ancho de banda. El principal invonveniente es que tenemos que disponer de una instalación de cables preparada para conectar todos los dispositivos en el hogar.

### Inalámbrica
Ideal para la comodidad. Podemos establecer fácilmente una conexión entre el concentrador y el Media Center sin hilos, ya que no tenemos que preocuparnos por las paredes y los cables. Pero el problema es que la conexión no es ideal, ya que intervienen las interferencias y la congestión de la red, que se puede ver traducida a frames de video perdidos u otras anomalías. Es recomendable usar el estándar 802.11a o superior, además de una distancia entre dispositivos lo más corta posible.